# Gretchen Peters

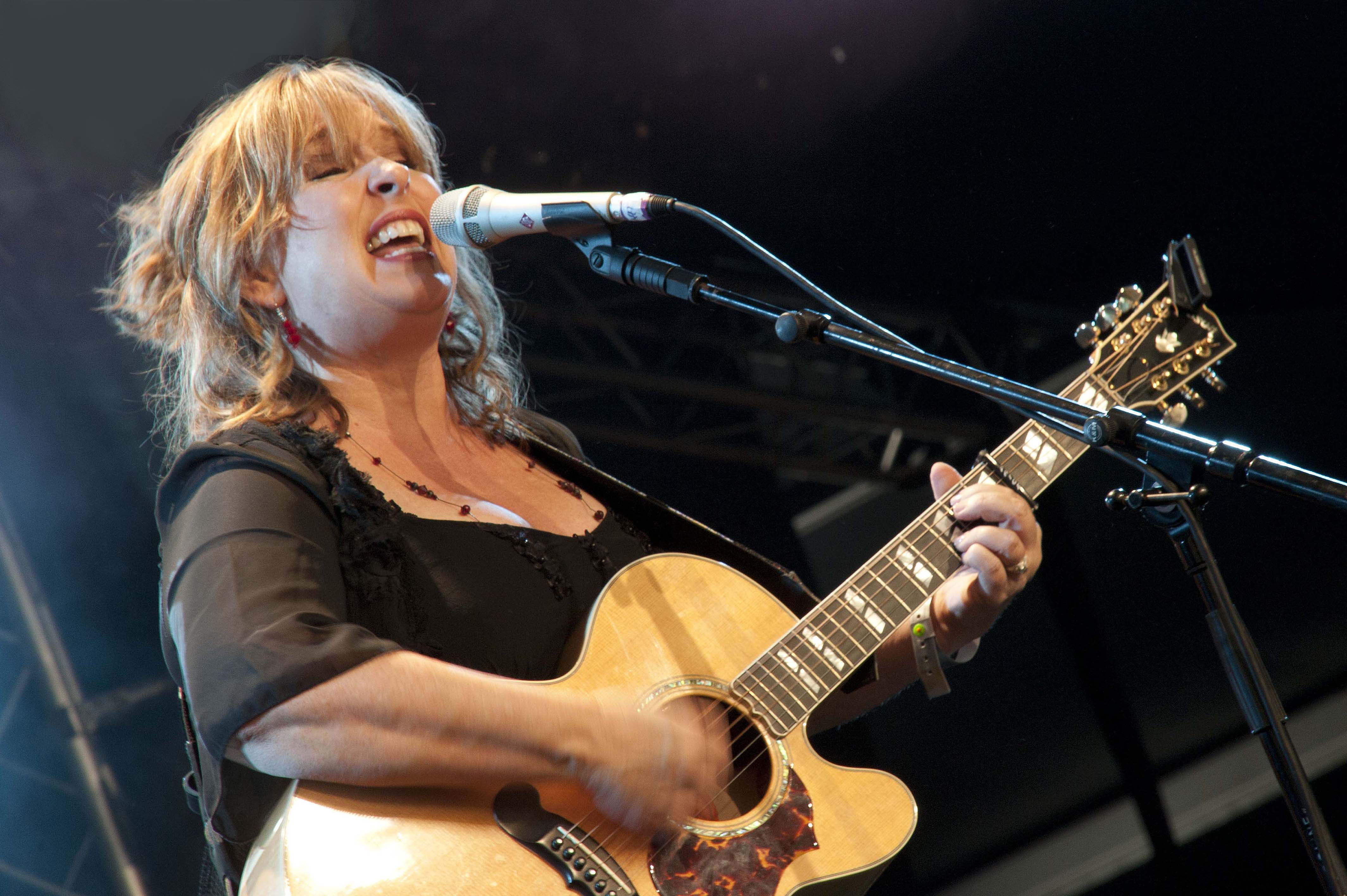
Cambridge Festival in 2010, fotograaf Bryan Ledgard

Gretchen Peters (14 november 1957, Bronxville, New York) is een Amerikaanse zangeres en songwriter. Vanaf 1990 behoort zij tot de top van de componisten in de Nashville-gemeenschap. In 1996 startte zij ook een carrière als uitvoerend artiest.
In 2014 werd zij opgenomen in de Nashville Songwriters Hall of Fame.

## Jeugd
Peters is geboren in Bronxville, New York, waar zij op vijfjarige leeftijd al met haar zus haar eerste liedje schreef. Na de scheiding van haar ouders in 1970 verhuisde zij met haar moeder naar Boulder (Colorado). Ze hield zich daar bezig met dans, toneel, schilderen en muziek, uiteindelijk koos zij voor dit laatste.

## Carrière
Eind 80'er jaren verhuisde ze naar Nashville, waar ze werk vond als songwriter bij uitgever Noel Fox, die haar werk onderbracht bij artiesten als Martina McBride, Etta James, Trisha Yearwood, Patty Loveless, Bonnie Raitt, George Strait, Anne Murray, Shania Twain, The Neville Brothers en Neil Diamond.
Het leverde haar twee Grammy-nominaties voor de beste country-song op. Ook werd Peters' compositie "Independence Day" (van een album van Martina McBride) in 1995 Song of the year bij de Country Music Association.

Vanaf 1995 ging ze ook nummers samen schrijven met Bryan Adams waarna ze in 1996 haar eerste eigen album maakte.
Ze had moeite haar weg te vinden in het livecircuit. Singer-songwriter Tom Russell wierp zich op als gids.
Behalve met Bryan Adams heeft Peters ook songs samen geschreven met genoemde Tom Russel, de Noord-Ierse singer-songwriter Ben Glover en met Mary Gauthier.

De nominatie voor de Nashville Songwriters Hall of Fame, verkreeg zij via Rodney Crowell.  

## Discografie

### Composities (onvolledig)
| Titel                                               | Artiest         | Jaar | Opmerking                                  |
| --------------------------------------------------- | --------------- | ---- | ------------------------------------------ |
| You don't even know who I am                        | Patty Loveless  | 1994 |                                            |
| Ships                                               | Patty Loveless  | 1994 |                                            |
| Independence Day                                    | Martina McBride | 1994 |                                            |
| On a Bus to St.Cloud                                | Trisha Yearwood | 1994 |                                            |
| On a Bus to St.Cloud                                | Jimmy LaFave    | 2000 |                                            |
| Souvenirs                                           | Suzy Bogguss    | 1994 |                                            |
| Love's Been Rough On Me                             | Etta James      | 1996 |                                            |
| Have You Ever Really Loved a Woman                  | Bryan Adams     | 1995 | co-auteur met Bryan Adams                  |
| Rock Steady                                         | Bonnie Raitt    | 1995 | co-auteur met Bryan Adams                  |
| When you love somebody                              | Kenny Rogers    | 2013 | co-auteur met Bryan Adams en Michael Kamen |
| When A Woman Goes Cold, How You Learn To Live Alone | Mary Gauthier   | 2014 | co-auteur met Mary Gauthier                |

### Studio-albums
| Titel                             | Label                         | Releasedatum     | Opmerking                                   |
| --------------------------------- | ----------------------------- | ---------------- | ------------------------------------------- |
| The Secret of Life                | Imprint Records               | 4 juni 1996      | 201                                         |
| Gretchen Peters                   | Purple Crayon Records         | 13 februari 2001 |                                             |
| Halcyon                           | Purple Crayon Records         | 31 mei 2004      |                                             |
| Burnt Toast & Offerings           | Scarlet Letter Records        | 7 augustus 2007  |                                             |
| Northern Lights                   | Scarlet Letter Records        | 21 oktober 2008  |                                             |
| One to the Heart, One to the Head | Scarlet Letter Records        | 1 februari 2009  | 14 covers met Tom Russel                    |
| Hello Cruel World                 | Scarlet Letter Records        | 31 januari 2012  |                                             |
| Blackbirds                        | Proper Scarlet Letter Records | 10 februari 2015 | met Jimmy LaFave op when you're comin' home |
| Dancing with the Beast            | Proper Scarlet letter records | 18 mei 2018      |                                             |
| The Night You Wrote That Song     | Scarlet Letter Records        | 15 mei 2020      | The songs of Mickey Newbury                 |

### Live-albums
| Titel              | Label                  | Releasejaar | Opmerking                                     |
| ------------------ | ---------------------- | ----------- | --------------------------------------------- |
| Trio               | Curb Records           | 2004        |                                               |
| Women on the wheel | Scarlet Letter Records | 2012        | Met cover van "Wild Horses" (Jagger/Richards) |

## Overig
Roeland Smit omschreef in Heaven "Blackbirds" als een grimmig en grauw meesterwerk.

Het album "Dancing with the Beast" werd door meerdere redacteurs van Heaven in 1998 in hun top 10 gekozen.
- Bibliothèque nationale de France: cb14215362v (data)
- International Standard Name Identifier: 0000 0001 1948 0751
- Library of Congress Control Number: n2009050475
- MusicBrainz: ca311a64-0a30-4fdb-ad0c-02444b8b0b8b
- Nationale Bibliotheek van Tsjechië: xx0200876
- Virtual International Authority File: 31617541
- WorldCat: E39PBJrrCMgXRVcHVXdmDk3qQq